# Bill Wade
William James Wade (Nashville, 4 ottobre 1930 – Nashville, 9 marzo 2016) è stato un giocatore di football americano statunitense che ha giocato nel ruolo di quarterback nella National Football League (NFL). Fu la prima scelta assoluta del Draft NFL 1952 da parte dei Los Angeles Rams. Al college giocò a football all'Università Vanderbilt.

## Carriera professionistica
Shaw fu scelto dai Los Angeles Rams come primo assoluto nel Draft NFL 1952. Con essi disputò 6 stagioni, le prime due delle quali giocando sporadicamente. Nel 1958, dopo aver passato 17 touchdown fu convocato per il suo primo Pro Bowl.
Dopo la stagione, l'assistente difensivo dei Chicago Bears George Allen capì che per competere con i Green Bay Packers di Vince Lombardi, la sua squadra avrebbe necessitato di maggior qualità in attacco. Allen aveva trascorso una stagione nello staff dei Rams, rimanendo impressionato da Wade. Egli parò quindi con l'allenatore George Halas che scambiò Zeke Bratkowski coi Rams per Wade nella stagione 1961. Wade passò il resto della carriera coi Bears, guidandoli alla vittoria del campionato NFL del 1963 grazie a due touchdown su corsa segnati in finale contro i New York Giants e venendo inserito per due anni consecutivi nella formazione ideale della stagione All-Pro.

## Palmarès
- Campione NFL (1963)
- (2) Pro Bowl (1958, 1963)
- (2) All-Pro (1962, 1963)

## Statistiche
| Yard passate  | 18.530 |
| Touchdown     | 124    |
| Intercetti    | 134    |
| Passer rating | 72,2   |